# Micoureus paraguayanus
Micoureus paraguayanus eller Marmosa paraguayanus är en pungdjursart som först beskrevs av George Henry Hamilton Tate 1931. Micoureus paraguayanus ingår i släktet Micoureus och familjen pungråttor.
Pungdjuret förekommer i södra Brasilien, i södra Paraguay samt i angränsande delar av Argentina. Arten vistas vanligen i träd och buskar men kan även vandra över mindre gräsmarker. Födan utgörs av insekter, frukter och andra växtdelar.

## Underarter
Arten delas in i följande underarter:
- M. p. paraguayanus
- M. p. travassosi